# Tiliqua multifasciata
Tiliqua multifasciata is een hagedis uit de familie skinken (Scincidae). Het is een van de soorten uit het geslacht van de blauwtongskinken (Tiliqua).

## Naam
De soort werd voor het eerst wetenschappelijk beschreven door Richard Sternfeld in 1919. Oorspronkelijk werd de skink als een ondersoort van de westelijke blauwtongskink gezien en werd de naam Tiliqua occipitalis multifasciata gebruikt.
De soortaanduiding multifasciata betekent vrij vertaald 'meerbandig'; multus = meerdere en fascia  = band. Deze naam slaat op de lichaamstekening die bestaat uit enige tientallen gekleurde dwarsbanden.

## Uiterlijke kenmerken
De skink bereikt een lichaamslengte tot ongeveer dertig centimeter exclusief de staart die ongeveer 40 tot 55 procent van de totale lichaamslengte beslaat. De kop is groot en breed, een karakteristiek kenmerk is de zwarte lengtestreep achter het oog die doorloopt tot boven de gehooropening. De poten zijn kort, de voorpoten hebben een zwarte bovenzijde terwijl de achterpoten dunne dwarsbanden hebben zoals op het lichaam.
De lichaamskleur is lichtgrijs tot bruin, de onderzijde is lichter tot wit. Op het lichaam zijn negen tot veertien oranjekleurige dwarsbanden aanwezig, op de staart zijn dit er acht tot tien. De dwarsbanden zijn het smalst op het midden van de rug en worden breder naar de flanken.
Op de kop zijn de prefrontale schubben (voor de frontaalschub) bij de meeste individuen tegen elkaar gelegen. Er zijn twee tot drie supraoculaire schubben aanwezig (boven het oog).

## Levenswijze
Tiliqua multifasciata is een omnivoor en leeft dus zowel van planten als dieren. Onder andere verschillende insecten worden gegeten, zoals sprinkhanen en de larven van insecten zoals vlinders. Grote harige rupsen die voorzien zijn van brandharen worden niet vermeden. Voorbeelden van plantendelen die worden geconsumeerd zijn stengels, bladeren, zaden en fruit.
De skink is dagactief en bodembewonend, 's nachts schuilt het dier onder stenen, tussen de bladeren in de strooisellaag maar ook wel in verlaten holen van gravende dieren. De vrouwtjes zijn levendbarend; de jongen komen volledig ontwikkeld ter wereld en zijn direct zelfstandig. De embryo's voeden zich in het moederdier met placentaal weefsel. Per worp worden tot tien jongen geboren.

## Verspreiding en habitat

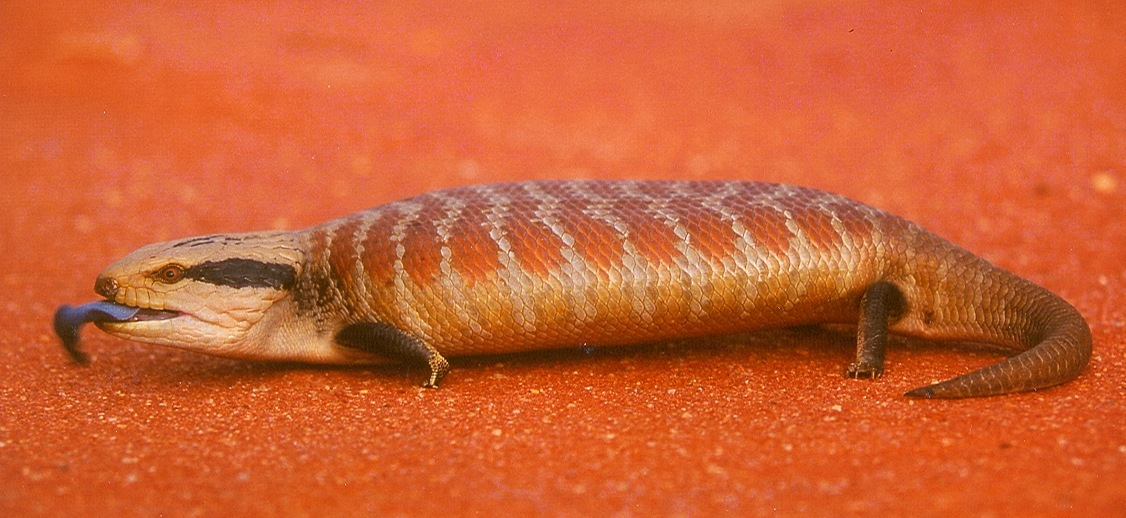
De skink is een bodembewoner die leeft in zanderige gebieden, afgebeeld is een exemplaar uit de Tanamiwoestijn in het noorden van Australië.

De soort komt endemisch voor in Australië en is te vinden in de staten Noordelijk Territorium, Queensland, West-Australië en Zuid-Australië.
De habitat bestaat uit vrij droge tot droge gebieden met een zanderige ondergrond. De skink wordt veel aangetroffen in gebieden die begroeid zijn met planten uit de geslachten Spinifex en Triodia.

## Bedreiging en bescherming
Door de internationale natuurbeschermingsorganisatie IUCN wordt de skink als 'veilig' beschouw (Least Concern of LC). De soort wordt in het wild verzameld voor de internationale handel in exotische dieren. Daarnaast wordt de skink door de in Australië inheemse Aboriginals gevangen en gebruikt als voedsel.